# Álvaro Siza Vieira

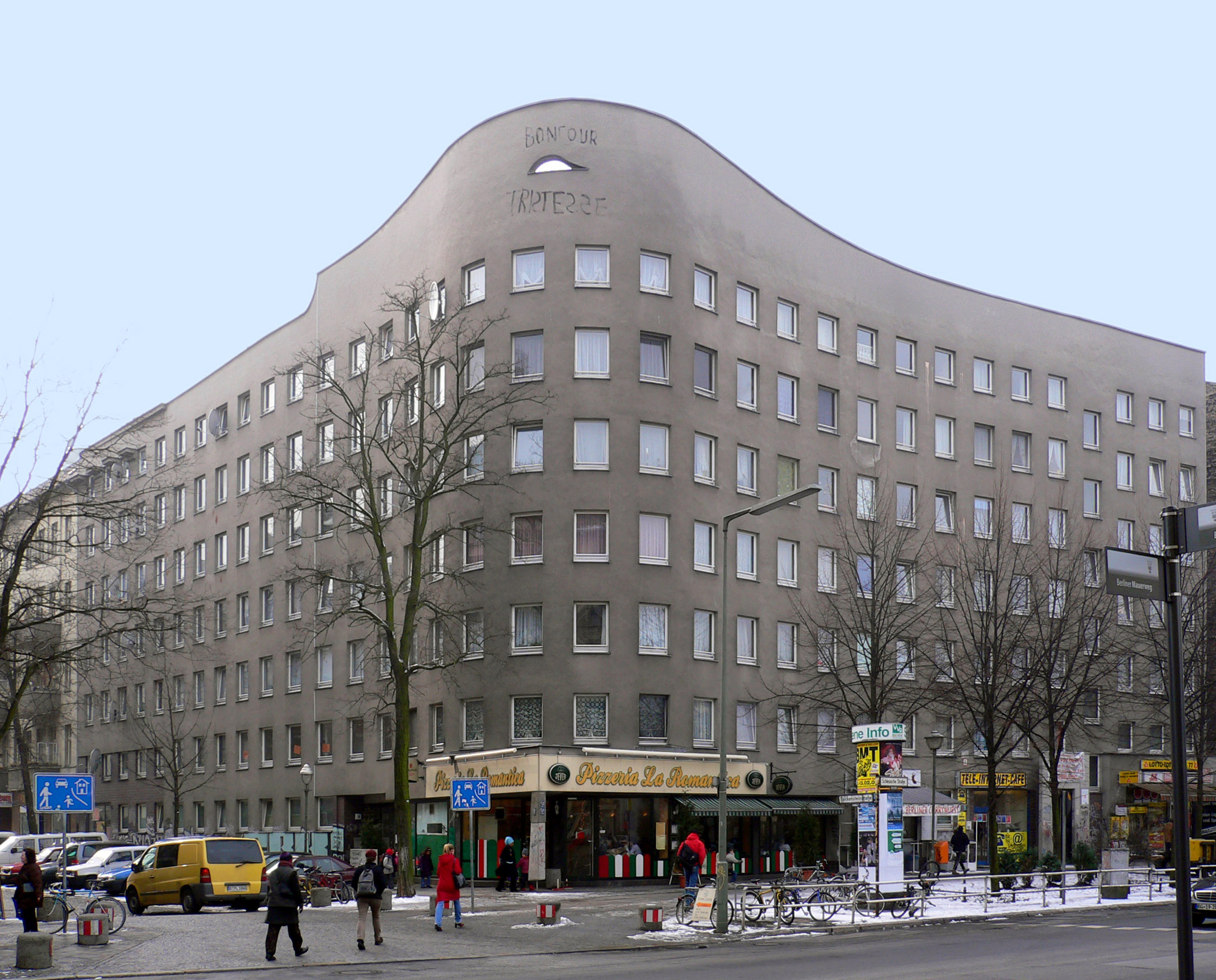
"Bonjour Tristesse" apartments, Schlesische Straße, Berlin

Álvaro Joaquim de Melo Siza Vieira,  GOSE, GCIH,  (n. 25 iunie 1933, Matosinhos, Portugalia) este un cunoscut arhitect portughez, cel mai adesea recunoscut sub numele binomial de Álvaro Siza (pronunție în portugheză [ˈaɫvɐɾu ˈsizɐ]).

## Biografie
Născut în Matosinhos, un port pescaresc în apropiere de Oporto, a vrut să fie sculptor, dar s-a înscris la arhitectură pentru a-i face pe plac tatălui său, și în principal pentru a vizita Barcelona la finalul anului 1940 pentru a-i vedea operele arhitectului catalan Antoni Gaudí. 

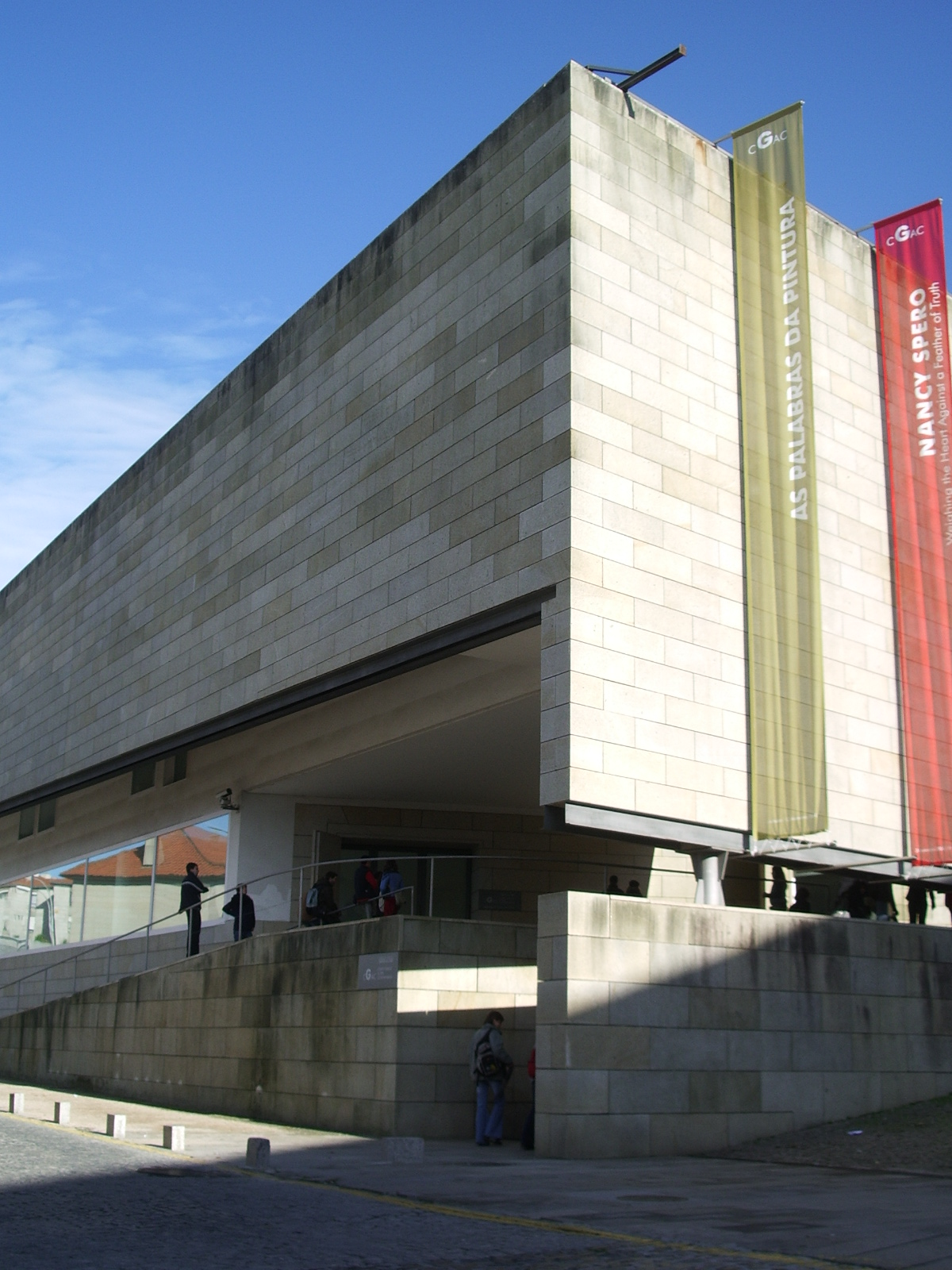
Centrul Galeg de Artă Contemporană din Santiago de Compostela

Termină Facultatea de Arhitectură din Oporto în 1966. Acest arhitect de prestigiu internațional, proiectează clădirile ca și cum ar fi poezii muzicale. A fost profesor la Escuela Superior de Bellas Artes de Oporto între 1966 și 1969 și profesor asistent la Construcții din cadrul Facultății de Arhitectură din același oraș din 1976. De asemenea a fost profesor invitat la Laussane, Pensylvania, Bogotá și Harvard. Este arhitect șef de recuperare al Schilderseijk în la Haya și la reconstrucția Chiado-ului în Lisabona. 
Proiectul Madrid. Divergențe cu Museo Thyssen-Bornemisza, care se simte prejudiciat, încep procesul. Se prevede ca proiectul definitiv se va stabilii la finele anului 2007.
În Bilbao. Va începe să construiască o clădire pentru Universidad del País Vasco (UPV), în zona centrală din Abandoibarra. Va construi un edificiu în formă de L ce va începe în aprilie 2008 și se va termina la finele lui 2009.

## Lucrări reprezentative
- Restaurant Da Boa Nova (1958)

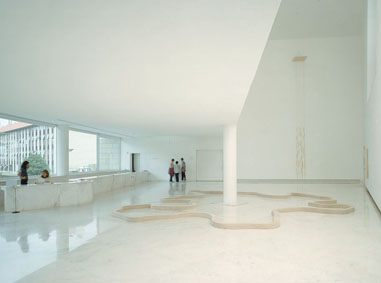
Jürgen Partenheimer, Centrul Galeg de Artă Contemporană, CGAC, Santiago de Compostela, 1999

- Piscinele din Leça de Palmeira (1966)
- Schlesisches tor Housing în Berlin (1988)
- Facultatea de Arhitectura din Oporto (1988)
- Centrul meteorologic din Satul Olimpic, Barcelona (1992)
- Centrul Galeg de Arta Contemporană Santiago de Compostela (1993)
- Biserica în Marco de Canaveses (1996)
- Cladirea rectoratului de la Universitatea din Alicante (1997)
- Pavilionul Portugaliei pentru la Exposición Universal de Lisbona (1998)
- Fundația Serralves, Oporto (1999)
- Casa Vieira de Castro
- Fundația Iberê Camargo, în Porto Alegre (2008)

## Premii
- 1988: Premiul de Arhitectură Contemporană Mies van der Rohe
- 1992: Premiul Pritzker
- 2001: Premiul Fundatiei Wolf de las Artes